# اکمل شاه‌رحمت‌اف
اکمل شاه‌رحمت‌اُف (انگلیسی: Akmal Shorakhmedov؛ زادهٔ ۱۰ مهٔ ۱۹۸۶) فوتبالیست اهل ازبکستان است و هم‌اکنون به عنوان مدافع در باشگاه فوتبال پاختاکور بازی می‌کند.

## دوران باشگاهی
در تاریخ ۲۴ فوریه ۲۰۱۱ باشگاه بنیادکار بر روی وبگاه رسمی خود اکمل شاه‌رحمت‌اف را به عنوان بازیکن این تیم در فصل ۲۰۱۱ معرفی کرد.

## آمار دوران حرفه‌ای

### باشگاهی
آمار تا تاریخ ۱ مارس ۲۰۱۶  
| باشگاه             | فصل                | لیگ                | لیگ  | لیگ | جام ملی | جام ملی | قاره‌ای | قاره‌ای | سوپرکاپ | سوپرکاپ | مجموع | مجموع |
| باشگاه             | فصل                | دسته               | بازی | گل  | بازی    | گل      | بازی   | گل     | بازی    | گل      | بازی  | گل    |
| ------------------ | ------------------ | ------------------ | ---- | --- | ------- | ------- | ------ | ------ | ------- | ------- | ----- | ----- |
| بنیادکار           | ۲۰۱۱               | لیگ ازبکستان       | ۲۰   | ۱   | ۵       | ۰       | ۱      | ۰      | -       | -       | ۲۶    | ۱     |
| بنیادکار           | ۲۰۱۲               | لیگ ازبکستان       | ۲۲   | ۲   | ۷       | ۱       | ۸      | ۱      | -       | -       | ۳۶    | ۴     |
| بنیادکار           | ۲۰۱۳               | لیگ ازبکستان       | ۲۱   | ۰   | ۴       | ۰       | ۶      | ۰      | -       | -       | ۳۱    | ۰     |
| بنیادکار           | ۲۰۱۴               | لیگ ازبکستان       | ۲۱   | ۱   | ۵       | ۰       | ۸      | ۰      | ۱       | ۰       | ۳۵    | ۱     |
| بنیادکار           | ۲۰۱۵               | لیگ ازبکستان       | ۲۷   | ۱   | ۶       | ۰       | ۶      | ۰      | -       | -       | ۳۹    | ۱     |
| بنیادکار           | ۲۰۱۶               | لیگ ازبکستان       | ۰    | ۰   | ۰       | ۰       | ۳      | ۰      | -       | -       | ۳     | ۰     |
| بنیادکار           | مجموع              | مجموع              | ۱۱۱  | ۵   | ۲۷      | ۱       | ۳۲     | ۱      | ۱       | ۰       | ۱۷۱   | ۷     |
| مجموع دوران حرفه‌ای | مجموع دوران حرفه‌ای | مجموع دوران حرفه‌ای | ۱۱۱  | ۵   | ۲۷      | ۱       | ۳۲     | ۱      | ۱       | ۰       | ۱۷۱   | ۷     |

### بین‌المللی
| تیم ملی ازبکستان | تیم ملی ازبکستان | تیم ملی ازبکستان |
| سال              | بازی             | گل               |
| ---------------- | ---------------- | ---------------- |
| ۲۰۱۰             | ۱                | ۰                |
| ۲۰۱۱             | ۰                | ۰                |
| ۲۰۱۲             | ۵                | ۰                |
| ۲۰۱۳             | ۷                | ۰                |
| ۲۰۱۴             | ۳                | ۰                |
| ۲۰۱۵             | ۶                | ۰                |
| ۲۰۱۶             | ۰                | ۰                |
| ۲۰۱۷             | ۳                | ۰                |
| ۲۰۱۸             | ۱                | ۰                |
| مجموع            | ۲۷               | ۰                |

آمار دقیق تا تاریخ ۲۳ مارس ۲۰۱۸ 